# Los Cinco han de resolver un enigma
Los Cinco han de resolver un enigma es un libro de la escritora británica Enid Blyton escrito en 1962. Corresponde al 20.º libro de la colección de Los Cinco. 

## Argumento
Una preciosa tarde de vacaciones de Pascua, nuestros protagonistas toman el té con una amiga de la familia, Mrs Layman, que les pide a los Cinco que cuiden de su sobrino, Wilfrid, y entonces los Cinco marchan a la Casa de la Colina para quedarse acompañando a Wilfrid. Desde la casa se vislumbra un gran puerto natural con una isla cubierta de árboles en su centro. Cerca hay un campo de golf que van a visitar, y allí hablan con el viejo Lucas, el encargado, que les cuenta la historia de la Isla de los Susurros, y los tesoros legendarios que hay allí. En la actualidad, los vigilantes patrullan por la isla para impedir que nadie vaya allí. Lucas fue uno de los vigilantes hace años.
Alquilan un bote para andar por el puerto, pero una fuerte marea los lleva a la isla, así que deciden explorar un poco. Pero las cosas se vuelven demasiado excitantes cuando el bote se aleja de la costa y los vigilantes disparan sobre Tim. Los chicos exploran los bosques y descubren estatuas en ellos y otras dentro de cajas. Piensan que es para sacarlas de contrabando. Después encuentran un pozo con una pequeña puerta secreta, donde hay más estatuas escondidas. Tim empieza a ladrar y encuentran a Wilfrid, que al descubrir el bote a la deriva en el puerto, intentó salir a buscarlos. Posteriormente encuentran un pasaje a una cámara donde se almacenan estatuas y otras obras de arte, pero ante la llegada de dos hombres tienen que esconderse, pero desafortunadamente son descubiertos y encerrados en la propia cámara de las estatuas. Ana recuerda la puerta pequeña en el pozo y pronto la encuentran, y así pueden escapar y contárselo a la policía.

## Personajes
- Los Cinco: Julián, Dick, Jorge, Ana y Tim.
- Mrs Layman (Vecina y amiga de la familia)
- Lucas (Trabajador del campo de golf)
- Wilfrid nieto de Mrs Layman
- Sally (Cocinera de la Casa de la Colina)
- Emilio y Carlos (Guardianes de la Isla de los Susurros)
- Madre de Julián, Dick y Ana.

## Lugares
- Isla de los Susurros
- Pastelería
- Tienda
- La Cocina

## Curiosidades
La localización de este libro está inequívocamente inspirada en Poole, en el Puerto de Poole y la Isla de los Susurros en la Isla de Brownsea